# Rajd Wybrzeża Kości Słoniowej 1978
Rajd Wybrzeża Kości Słoniowej 1978 (10. Rallye Bandama Côte d’Ivoire) – 10 Rajd Wybrzeża Kości Słoniowej rozgrywany na Wybrzeżu Kości Słoniowej w dniach 21-24 października. Była to dziewiąta runda Rajdowych Mistrzostw Świata producentów w roku 1978 oraz zarazem siedemnasta runda Rajdowych Mistrzostw Świata kierowców tzw. Pucharu FIA Kierowców. Rajd został rozegrany na nawierzchni szutrowej i asfaltowej. Bazą rajdu było miasto Abidżan.

## Wyniki końcowe rajdu[1]
| Msc. | Kierowca              | Pilot             | Samochód               | Czas  | Strata | Grupa | Pkt zespół | Pkt kierowca |
| ---- | --------------------- | ----------------- | ---------------------- | ----- | ------ | ----- | ---------- | ------------ |
| 1    | Jean-Pierre Nicolas   | Michel Gamet      | Peugeot 504 V6 Coupé   | 2:28  | 0.0    | 4     | 10+8       | 9            |
| 2.   | Timo Mäkinen          | Jean Todt         | Peugeot 504 V6 Coupé   | 2:43  | +0:15  | 4     |            | 6            |
| 3.   | Jean Ragnotti         | Jean-Marc Andrié  | Renault 5 Alpine       | 3:50  | +1:22  | 2     | 8+8        | 4            |
| 4.   | Simo Lampinen         | Atso Aho          | Peugeot 504 V6 Coupé   | 5:07  | +2:39  | 4     |            | 3            |
| 5.   | Guy Fréquelin         | Jacques Delaval   | Renault 5 Alpine       | 5:34  | +3:06  | 2     |            | 2            |
| 6.   | Jean-François Vincens | Félix Giallolacci | Mitsubishi Colt Lancer | 10:17 | +7:49  | 2     | 5+6        | 1            |
| 7.   | Kal Noujaim           | Jean-Claude Mages | Mitsubishi Colt Lancer | 11:20 | +8:52  | 2     |            |              |
| 8.   | Samir Assef           | Jean-Yves Burelle | Peugeot 504 V6 Coupé   | 12:04 | +9:36  | 4     |            |              |
| 9.   | Hervé Page            | Philippe Saget    | Datsun Violet          | 16:20 | +13:52 | 1     | 2+8        |              |

## Punktacja

### Klasyfikacja producentów
| Lp | Producent | Pkt. |
| -- | --------- | ---- |
| 1  | Fiat      | 116  |
| 2  | Opel      | 84   |
| 3  | Ford      | 82   |
| 4  | Porsche   | 67   |
| 5  | Toyota    | 50   |

- Uwaga: Tabela obejmuje tylko pięć pierwszych miejsc.

### Klasyfikacja  FIA Cup for Rally Drivers
| Lp | Producent           | Pkt.    |
| -- | ------------------- | ------- |
| 1  | Markku Alén         | 52 (56) |
| 2  | Jean-Pierre Nicolas | 31      |
| 3  | Hannu Mikkola       | 21      |
| 4  | Walter Röhrl        | 12 (21) |
| 4  | Michèle Mouton      | 12      |

- Uwaga: Tabela obejmuje tylko pięć pierwszych miejsc.